# Viviane Théophilidès
Viviane Théophilidès, née en 1939 à Paris, est une comédienne, metteuse en scène, dramaturge et professeur d'art dramatique française.

## Biographie

### Formation et débuts
Viviane Théophilidès naît en 1939 à Paris. Elle suit les cours de théâtre de Raymond Girard à Paris. Puis de 1961 à 1965, elle intègre le Théâtre Quotidien de Marseille où elle collabore avec les metteurs en scène Roland Monod (L'État de siège d’Albert Camus), Jacques Lecoq (L'Aboyeuse et l'Automate de Gabriel Cousin), Michel Fontayne (La Paix d'après Aristophane), Pierre Vial (L'Illusion comique de Pierre Corneille)...

### Carrière
De 1967 à 1971, Viviane Théophilidès co-fonde avec Pierre Ascaride la compagnie le Théâtre populaire des Pyrénées à Pau. Les deux directeurs présentent Le Chant du fantoche lusitanien de Peter Weiss dans une mise en scène de Dominique Quéhec et La Journée d'une infirmière – ou Pourquoi les animaux domestiques d’Armand Gatti dans une mise en scène de Pierre Chaussat, deux pièces dans lesquelles la comédienne joue,. 
À partir de 1971, Viviane Théophilidès monte ses premières mises en scène : Légère en août de Denise Bonal, L'Arrivante d'après Hélène Cixous.
En 1976, elle crée l'Atelier de recherche théâtrale des femmes et produit au Festival d'Avignon Une fille à brûler d'après Joseph Delteil où elle interprète Jeanne d'Arc et Les Mystères de l'amour de Roger Vitrac. Puis viennent Moi, chienne d’Arthur B. Clocheperse au Théâtre Gérard-Philipe de Saint-Denis, Ida d'après Gertrude Stein au Théâtre de l'Athénée Louis-Jouvet,  Mariana Pineda de Federico García Lorca au Théâtre de la Commune d'Aubervilliers, Adiedi de Jelena Kohout au Théâtre national de l'Odéon, On ne badine pas avec l'amour d’Alfred de Musset...

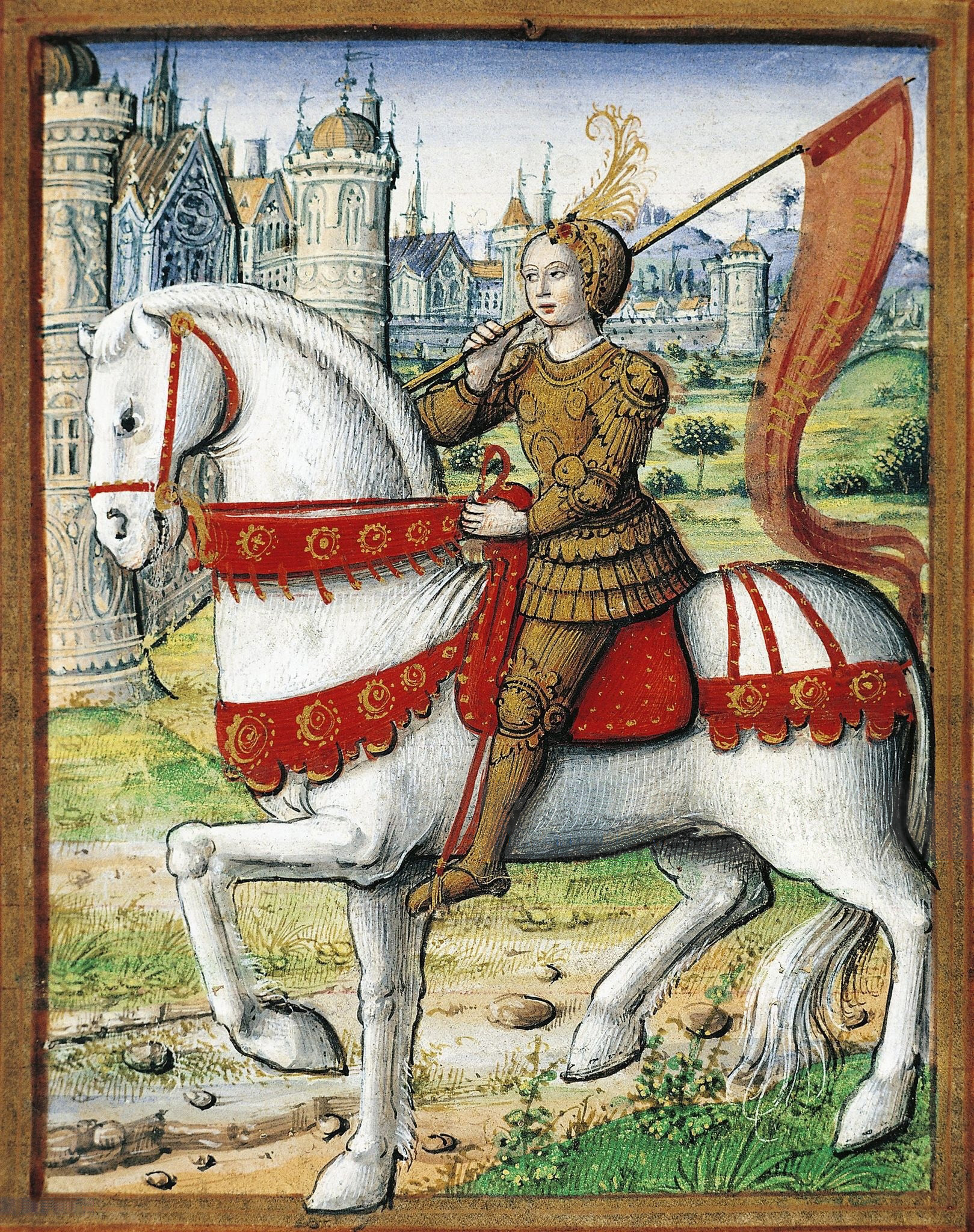
Jeanne d'Arc à cheval
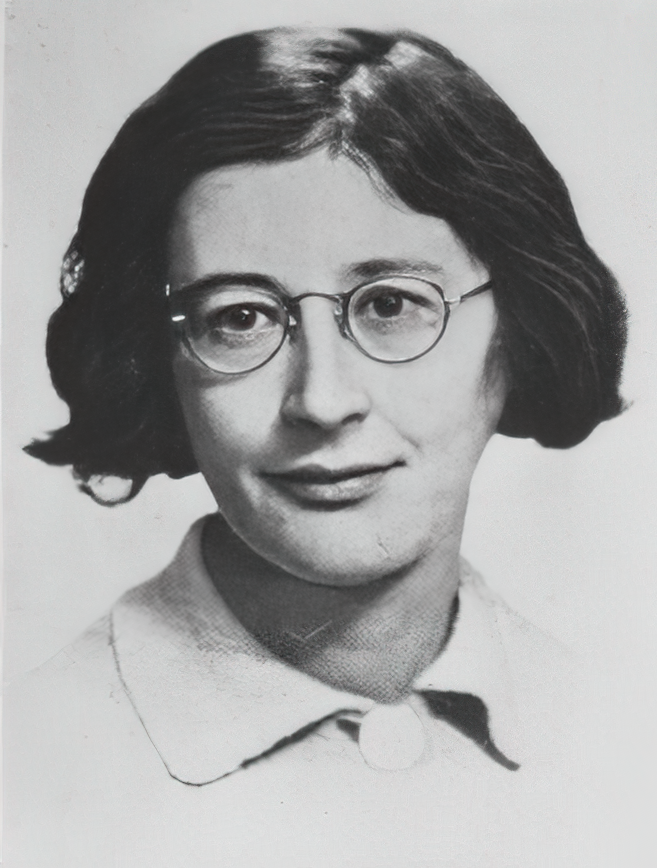
Simone Weil
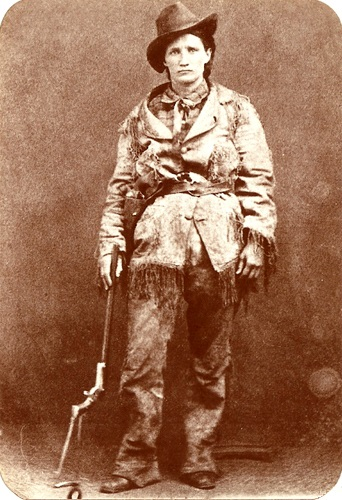
Calamity Jane
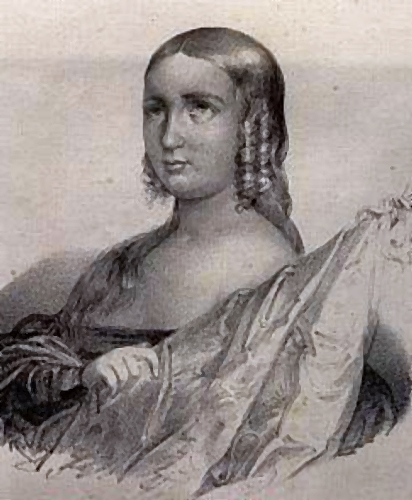
Mariana Pineda
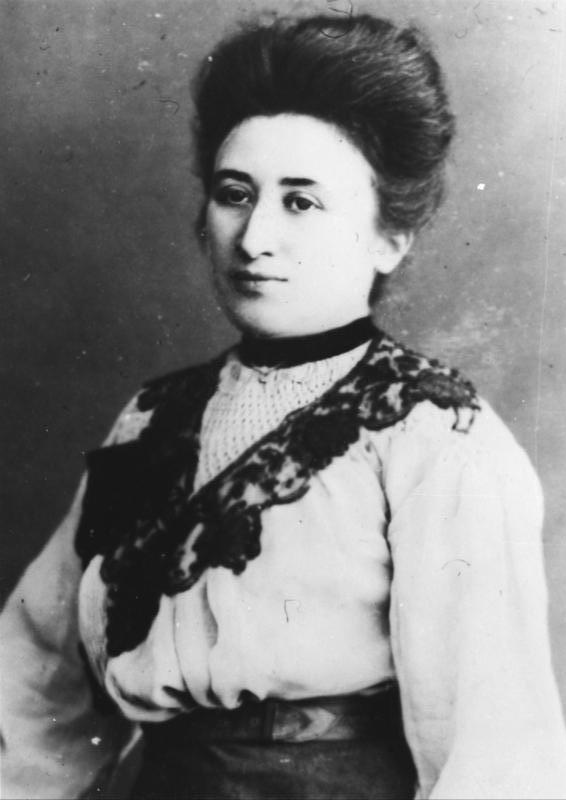
Rosa Luxemburg

Tout en continuant ses mises en scène, Viviane Théophilidès est professeur d'art dramatique au conservatoire national supérieur d'art dramatique de Paris,. En 1988, elle présente notamment Les Coréens de Michel Vinaver aux Rencontres d'été de la Chartreuse de Villeneuve-lès-Avignon avec Jérôme Kircher et Michel Vuillermoz. Elle a également comme élèves Denis Podalydès, Bruno Wolkowitch, Clotilde de Bayser, Valérie Dréville, Samuel Labarthe...
Viviane Théophilidès met en scène également la chanteuse Anne Sylvestre dans un spectacle sur La Fontaine, dans le conte Lala et le cirque du vent, lors de sa tournée Gémeaux croisées et lui demande d'écrire les chansons de La Ballade de Calamity Jane – Western théatro-musical dans laquelle l'actrice joue Calamity Jane au Bataclan.
La comédienne est également dramaturge avec en 1992 sa première pièce : Joë Bousquet - Rue de Verdun sur la rencontre en 1942 entre l'écrivain Joë Bousquet, paralysé et alité chez lui à Carcassonne depuis sa blessure en 1918 et Jean Paulhan et la philosophe Simone Weil. En 2007, elle poursuit avec Conte d'hiver et de neige au Théâtre national de Nice puis Rosa Luxemburg Kabarett – J'étais, je suis, je serai en 2018 au Festival Off d'Avignon.
En tant que comédienne, Viviane Théophilidès interprète également Sonate pour deux femmes seules et une cité H.L.M. de Christian Liger dans une mise en scène de Michel Touraille au Théâtre Essaïon en 1978, Lit vers Léthé de Louis Aftel dans une mise en scène de Philippe Mercier à la Chapelle Saint-Louis de la Salpêtrière de Paris, Racine(s) d'après Jean Racine dans une mise en scène de Jean-Louis Martinoty au Festival d'Avignon 1983. Pour Michel Cournot du Monde, « Viviane Théophilidès est une actrice solaire ; l'or de ses cheveux et de son visage, la souveraineté de ses attitudes, diffusent quelque chose du déterminisme de la tragédie. La voix de Viviane Théophilidès, une eau pure, fait sourdre par transparence, sans artifice de diction, les harmonies de la musique de Racine. ». Elle joue également dans Vassa Geleznova d'après Maxime Gorki, mis en scène par Anne-Marie Lazarini en 1991 et dans Frangins de Jean-Paul Wenzel au Théâtre du Lucernaire en 2015.

## Metteur en scène
- 1971 : Ballade pour quatre farceurs dont un pendu, montage de textes du Moyen Âge, Montréjeau
- 1974 : Légère en août de Denise Bonal, Théâtre des Deux-Portes
- 1974 : La Journée d'une infirmière – ou Pourquoi les animaux domestiques d’Armand Gatti, L'Oratoire de La Rochelle
- 1977 : L'Arrivante d'après Hélène Cixous, Festival d'Avignon
- 1977 : La Fortune de Gaspard de Comtesse de Ségur, co-mis en scène avec Anne-Marie Lazarini, Théâtre National de Chaillot
- 1979 : Une fille à brûler d'après Joseph Delteil, Festival d'Avignon, tournée
- 1980 : Les Mystères de l'amour de Roger Vitrac, Festival d'Avignon, Théâtre de la Michodière
- 1980 : Moi, chienne d’Arthur B. Clocheperse, Théâtre Gérard Philipe (Saint-Denis)
- 1980 : Cartaya de Philippe Minyana, Centre Georges-Pompidou
- 1981 : Sur les ailes de l'innocence, Théâtre municipal de Béziers
- 1982 : Ida d'après Gertrude Stein, Théâtre de l'Athénée Louis-Jouvet
- 1982 : Mariana Pineda de Federico García Lorca, Théâtre de la Commune d'Aubervilliers
- 1984 : Adiedi de Jelena Kohout, Théâtre national de l'Odéon
- 1984 : Lili de Liliane Rovère, Comédie de Paris
- 1986 : On ne badine pas avec l'amour d’Alfred de Musset, ATP d'Avignon, tournée
- 1986 : Comédienne d'un certain âge pour jouer la femme de Dostoïevski d’Edvard Radzinsky, Théâtre national de l'Odéon
- 1986 : La Loggia de Josanne Rousseau, Théâtre Ouvert
- 1986 : La Stratégie des papillons d’Esther Vilar, Espace Gaîté
- 1987 : Gémeaux croisées de Denise Boucher, Pauline Julien, Anne Sylvestre, Théâtre 71, tournée
- 1988 : Les Coréens de Michel Vinaver, Rencontres d'été de la Chartreuse (Villeneuve-lès-Avignon)
- 1989 : La Ballade de Calamity Jane – Western théatro-musical de Jean-Pierre Léonardini,  Le Bataclan, tournée
- 1990 : François d'Assise de Joseph Delteil, Printemps des Comédiens (Montpellier)
- 1992 : Joë Bousquet - Rue de Verdun de Viviane Théophilidès, Printemps des Comédiens (Montpellier), Rencontres d'été de la Chartreuse (Villeneuve-lès-Avignon)
- 1993 : Lala et le cirque du vent d’Anne Sylvestre, Rencontres d'été de la Chartreuse (Villeneuve-lès-Avignon), tournée
- 1996 : La Perruque du vieux Lénine de Jean Ristat, Théâtre de la Manufacture (Colmar), tournée
- 1997 : Ici commence la grande nuit des mots de Louis Aragon, France Culture à Avignon
- 2000 : Le Chant des millénaires d’Yves Rouquette, Le Cratère (Alès)
- 2003 : Notre théâtre flamenco de Viviane Théophilidès, Artistic Athévains
- 2006 : Blanche-Neige de Robert Walser, Le Passage, Centre de création artistique (Fécamp)
- 2007 : Conte d'hiver et de neige de Viviane Théophilidès, Théâtre national de Nice
- 2010 : L'Homme atlantique de Marguerite Duras, Festival Off d'Avignon, Artistic Athévains
- 2011 : Cache-Cash de Nicolas Haudelaine, Le Guichet Montparnasse,	Théâtre La Boussole de Paris
- 2018 : Rosa Luxemburg Kabarett – J'étais, je suis, je serai  de Viviane Théophilidès, Festival Off d'Avignon, Les Déchargeurs

## Comédienne
- 1961 : L'Ombre d'un franc-tireur de Seán O'Casey, mise en scène Roland Monod, Théâtre de la Rue Montgrand de Marseille
- 1961 : L'Aboyeuse et l'Automate de Gabriel Cousin, mise en scène Jacques Lecoq, Théâtre de la Rue Montgrand de Marseille, Théâtre de l'Athénée
- 1962 : La Paix d'après Aristophane, mise en scène Michel Fontayne, Théâtre de la Rue Montgrand de Marseille
- 1962 : Les Tambours du Père Ned de Seán O'Casey, mise en scène Roland Monod, Théâtre de la Rue Montgrand de Marseille
- 1962 : L'Illusion comique de Pierre Corneille, mise en scène Pierre Vial, Théâtre de la Rue Montgrand de Marseille
- 1964 : L'État de siège d’Albert Camus, mise en scène Roland Monod, Festival de Chalon-sur-Saône
- 1965 : Ragotin – ou le Roman comique d'après Jean de La Fontaine, mise en scène Michel Fontayne, Théâtre Édouard Vaillant de Marseille
- 1969 : Le Chant du fantoche lusitanien de Peter Weiss, mise en scène Dominique Quéhec, tournée
- 1970 : La Journée d'une infirmière – ou Pourquoi les animaux domestiques d’Armand Gatti, mise en scène Pierre Chaussat, Festival Off d'Avignon, tournée
- 1972 : Les Derniers Jugaleurs d’Éric Cyrille, mise en scène Anne-Marie Lazarini, Théâtre des Deux-Portes
- 1973 : Mathusalem – ou l'Éternel Bourgeois d’Yvan Goll, Théâtre des Deux-Portes
- 1974 : Légère en août de Denise Bonal, mise en scène Viviane Théophilidès, Théâtre des Deux-Portes
- 1975 : Les Mauvais bergers d’Octave Mirbeau, mise en scène Anne-Marie Lazarini, Théâtre des Deux-Portes, Festival Off d'Avignon
- 1977 : L'Arrivante d'après Hélène Cixous, mise en scène Viviane Théophilidès, Festival d'Avignon
- 1978 : Sonate pour deux femmes seules et une cité H.L.M. de Christian Liger, mise en scène Michel Touraille, Théâtre Essaïon
- 1979 : Une fille à brûler d'après Joseph Delteil, mise en scène Viviane Théophilidès,	Festival d'Avignon, tournée
- 1980 : Cartaya de Philippe Minyana, mise en espace Viviane Théophilidès, Centre Georges-Pompidou
- 1982 : Ida d'après Gertrude Stein, mise en scène Viviane Théophilidès, Théâtre de l'Athénée Louis-Jouvet
- 1983 : Racine(s) d'après Jean Racine, mise en scène Jean-Louis Martinoty, Festival d'Avignon
- 1983 : Lit vers Léthé de Louis Aftel, mise en scène Philippe Mercier, Chapelle Saint-Louis de la Salpêtrière de Paris
- 1989 : La Ballade de Calamity Jane – Western théatro-musical de Jean-Pierre Léonardini, mise en scène Viviane Théophilidès, Le Bataclan, tournée
- 1991 : Vassa Geleznova d'après Maxime Gorki, mise en scène Anne-Marie Lazarini,  Nouveau théâtre d'Angers
- 1992 : Joë Bousquet - Rue de Verdun de et mise en scène Viviane Théophilidès, Printemps des Comédiens (Montpellier), Rencontres d'été de la Chartreuse (Villeneuve-lès-Avignon)
- 1997 : Ici commence la grande nuit des mots de Louis Aragon, mise en scène Viviane Théophilidès, France Culture à Avignon
- 2007 : Conte d'hiver et de neige de et mise en scène Viviane Théophilidès, Théâtre national de Nice
- 2010 : L'Homme atlantique de Marguerite Duras, mise en scène Viviane Théophilidès, Festival Off d'Avignon, Artistic Athévains
- 2015 : Frangins de Jean-Paul Wenzel, mise en scène Lou Wenzel et Jean-Paul Wenzel, Théâtre du Lucernaire
- 2017 : Peintres en sentiment de Louis Aragon, Théâtre En Caves de Paris
- 2018 : Rosa Luxemburg Kabarett – J'étais, je suis, je serai de et mise en scène Viviane Théophilidès, Festival Off d'Avignon, Les Déchargeurs

## Distinctions
- Chevalier de l'ordre des Arts et des Lettres
- Officier des arts et des lettres